# Lăng kính

Một lăng kính phân tam giác đang tán sắc

Lăng kính là một dụng cụ quang học, sử dụng để khúc xạ, phản xạ và tán xạ ánh sáng sang các màu quang phổ (như màu sắc của cầu vồng). Lăng kính thường được làm theo dạng kim tự tháp đứng, có đáy là hình tam giác.
Tia sáng đi từ một môi trường (như môi trường không khí) sang một môi trường khác (như thủy tinh trong lăng kính), nó sẽ bị chậm lại, và giống như kết quả, nó sẽ hoặc bị cong (khúc xạ) hoặc bị phản xạ hoặc đồng thời xảy ra cả hai hiện tượng trên. Góc mà tia sáng hợp với trục thẳng góc tại điểm mà tia sáng đi vào trong lăng kính được gọi là góc tới, và góc tạo ra ở đầu bên kia, qua quá trình khúc xạ được gọi là góc ló. Tương tự, tia sáng đi vào trong lăng kính được gọi là tia tới và tia sáng đi ra ngoài lăng kính được gọi là tia ló.
Các lăng kính phản xạ được sử dụng để phản xạ ánh sáng, ví dụ như các ống nhòm, vì, nhờ hiện tượng phản xạ toàn phần, chúng dễ dàng được sử dụng hơn là các gương. Các lăng kính tán sắc được sử dụng để chia ánh sáng thành các thành phần quang phổ màu, bởi vì độ khúc xạ của chúng phụ thuộc vào bước sóng của tia sáng (hiện tượng tán sắc); khi một tia sáng trắng đi vào trong lăng kính, nó có một góc tới xác định, trải qua quá trình khúc xạ, và phản xạ bên trong lăng kính, dẫn đến việc tia sáng bị bẻ cong, hay gập khúc, và vì vậy, màu sắc của tia sáng ló sẽ khác nhau. Ánh sáng màu xanh có bước sóng nhỏ hơn ánh sáng màu đỏ và vì vậy nó cong hơn so với ánh sáng màu đỏ. Cũng có loại lăng kính phân cực, nó có thể chia ánh sáng thành các thành phần phân cực khác nhau.
Isaac Newton là người đầu tiên cho rằng các lăng kính có thể chia ánh sáng ra các màu từ ánh sáng trắng. Newton đã đặt một lăng kính thứ hai, nơi mà các ánh sáng sau khi tán sắc sẽ đi vào trong nó, và tìm thấy rằng, các màu sắc không hề thay đổi. Ông ấy kết luận các lăng kính phân chia các màu sắc. Ông còn sử dụng một thấu kính, giống như một lăng kính thứ hai để tạo ra cầu vồng từ ánh sáng trắng.

## Các loại lăng kính

### Lăng kính tán xạ
Lăng kính tán xạ được dùng để phân tách ánh sáng đa sắc thành những tia sáng đơn sắc, phụ thuộc vào tần sô của ánh sáng chiếu vào nó. Các loại lăng kính tán xạ:
- Lăng kính tam giác
- Lăng kính Abbe
- Lăng kính Pellin-Broca
- Lăng kính Amici

### Lăng kính phản xạ
Lăng kính phản xạ được dùng để phản xạ ánh sáng, dùng trong máy ảnh và ống nhòm.
- Lăng kính ngũ giác (lăng kính năm mặt)
- Lăng kính Porro
- Lăng kính Porro-Abbe
- Lăng kính Abbe-Koenig
- Lăng kính Schmidt-Pechan
- Lăng kính Dove
- Lăng kính Dichroic
- Lăng kính Amici roof

### Lăng kính phân cực
Lăng kính phân cực có thể chia chùm sáng thành phần khác nhau. Chúng thường được chế tạo từ vật liệu phân cực.
- Lăng kính Nicol
- Lăng kính Wollaston
- Lăng kính Rochon
- Lăng kính Glan-Foucault
- Lăng kính Glan-Taylor
- Lăng kính Glan-Thompson

## Các công thức

### Trường hợp tổng quát
Khi một tia sáng đi vào trong một lăng kính, tại điểm tới I, nó sẽ tạo ra góc tới với phương pháp tuyến (đường thẳng vuông góc với mặt phẳng của lăng kính tại điểm tới I), gọi là {\displaystyle i_{1}}, một phần của ánh sáng sẽ phản xạ, phần còn lại đi vào trong lăng kính, được gọi là hiện tượng khúc xạ. Tia sáng sẽ bị gập khúc, hoặc khuỳnh ra tùy theo môi trường của lăng kính, vì thế nó sẽ tạo ra một góc lệch, gọi là {\displaystyle r_{1}}. Ánh sáng tiếp tục đi đến mặt lăng kinh bên kia, quá trình phản xạ và khúc xạ lại diễn ra tương tự, với môi trường ngược lại. Kết quả, nó sẽ tạo ra góc lệch {\displaystyle r_{2}} và góc ló {\displaystyle i_{2}}. Công thức tổng quát đó là:
- {\displaystyle \sin(i_{1})=n\sin(r_{1})}
- {\displaystyle \sin(i_{2})=n\sin(r_{2})}
- {\displaystyle {\hat {A}}=r_{1}+r_{2}}
- Góc lệch: {\displaystyle {\hat {D}}=i_{1}+i_{2}-{\hat {A}}}

Với n là chiết suất lăng kính đối với mặt ngoài.

### Trường hợp góc nhỏ
Khi góc {\displaystyle {\hat {A}}} và {\displaystyle i_{1}} đều nhỏ (ở đây nhỏ ý chỉ khoảng ≪ 10 độ), thì mọi góc khác {\displaystyle r_{1},r_{2},i_{2},{\hat {D}}} cũng nhỏ, vì thế ta có:
- {\displaystyle i_{1}=nr_{1}}
- {\displaystyle i_{2}=nr_{2}}
- {\displaystyle {\hat {A}}=r_{1}+r_{2}}
- {\displaystyle {\hat {D}}={\hat {A}}(n-1)}

### Chiều lệch của tia sáng
- {\displaystyle n>1}: Lệch về đáy lăng kính, trường hợp này thường diễn ra.
- {\displaystyle n<1}: Lệch về đỉnh lăng kính, trường hợp này ít gặp

### Độ lệch cực tiểu
Điều kiện: {\displaystyle i_{1}=i_{2}\Leftrightarrow {\hat {D_{\text{min}}}}}
Khi ấy: {\displaystyle {\hat {A}}=2r_{1}} và {\displaystyle {\hat {D_{\text{min}}}}=2i_{1}-{\hat {A}}}
Và chiết suất được tính theo công thức:
{\displaystyle n={\frac {\sin({\frac {D_{\text{min}}+A}{2}})}{\sin {\frac {A}{2}}}}}

### Điều kiện có tia ló
- {\displaystyle i_{1}\leq i_{o}} với {\displaystyle \sin i_{0}=n\sin(A-i')}
- Chỉ tính được {\displaystyle i_{0}} nếu {\displaystyle {\hat {A}}\geq 2i'}

Khi {\displaystyle {\hat {A}}<2i'} thì mặt thứ hai của lăng kính luôn luôn phản xạ.

### Ảnh cho bởi lăng kính
Chỉ có ảnh rõ nét nếu:
- Chùm tia tới là một chùm nhỏ đến gần đỉnh
- Góc tới trung bình của chùm tới ứng với độ lệch cực tiểu
- Ảnh và vật cách đều A và hợp với A góc {\displaystyle D_{\text{min}}}

### Các bài toán về lăng kính
- Vẽ đường đi của tia sáng
- Trường hợp có góc D cực tiểu
- Lăng kính kết hợp với một quang cụ khác
- Lăng kính tiếp xúc với nhiều môi trường khác nhau

## Thư viện ảnh

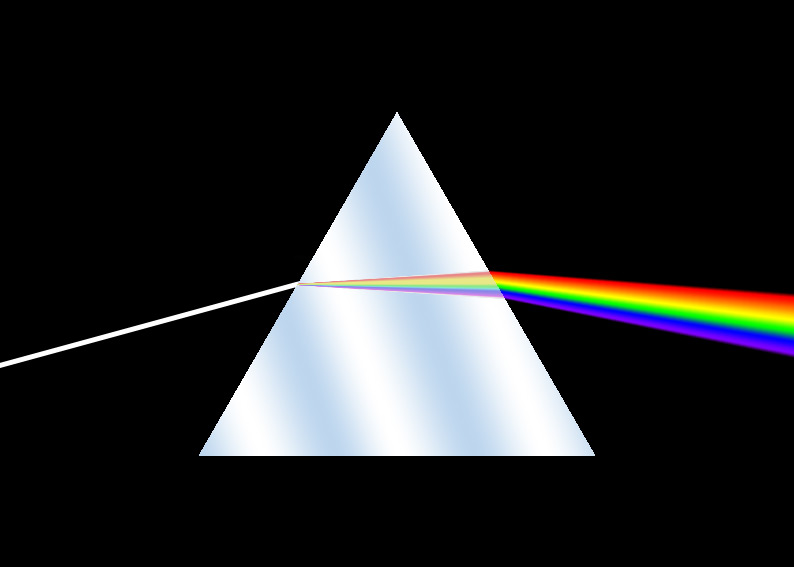
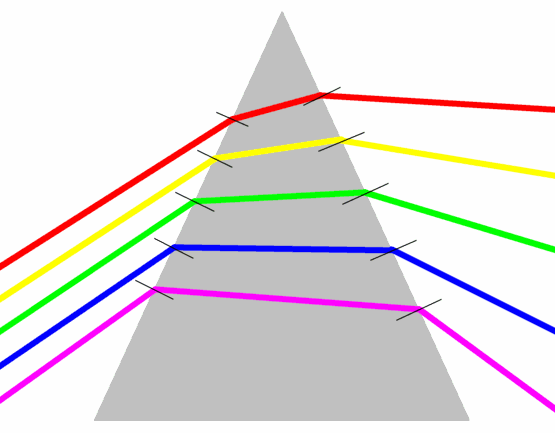
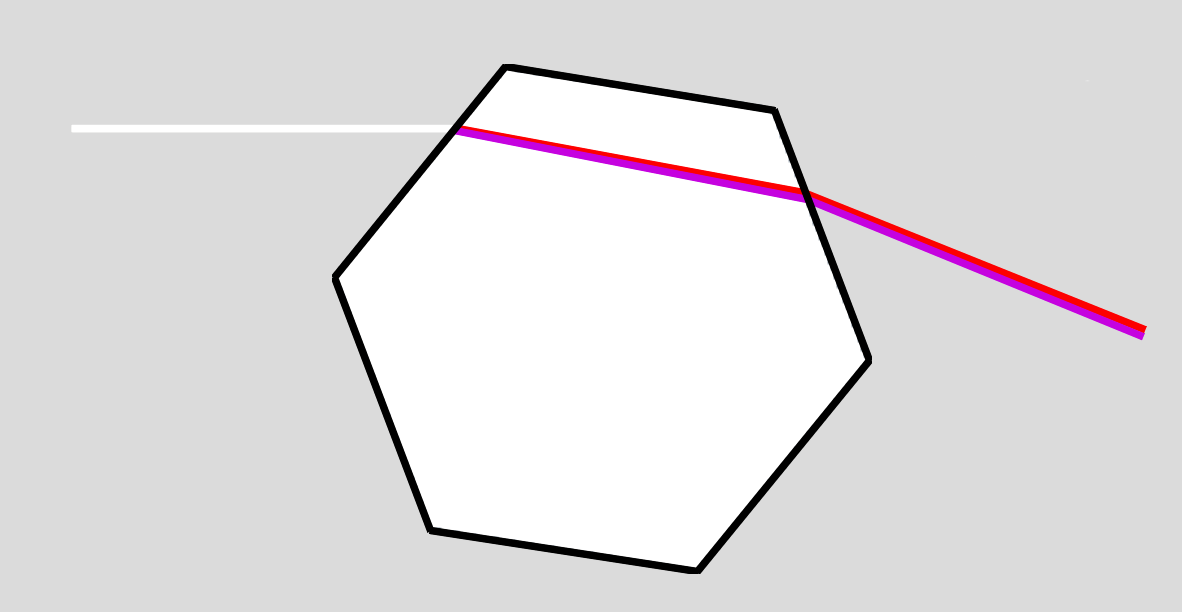
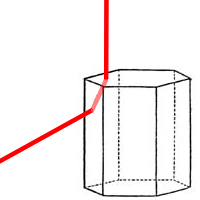
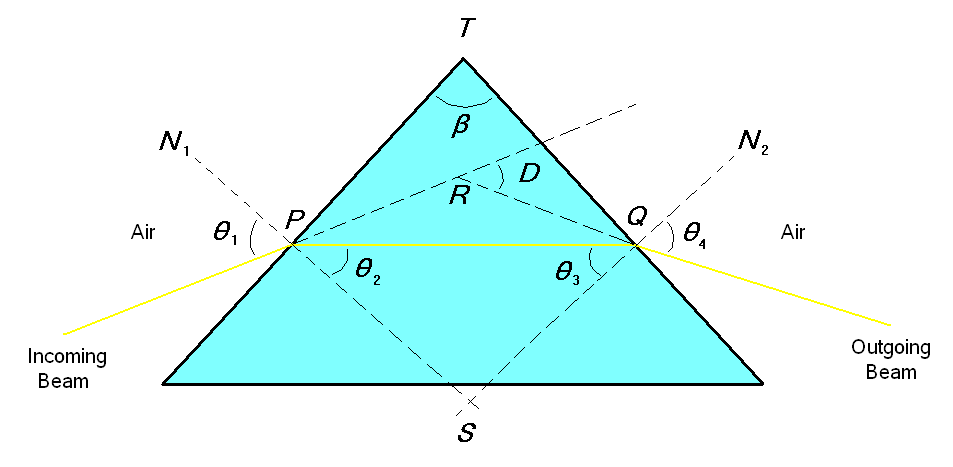
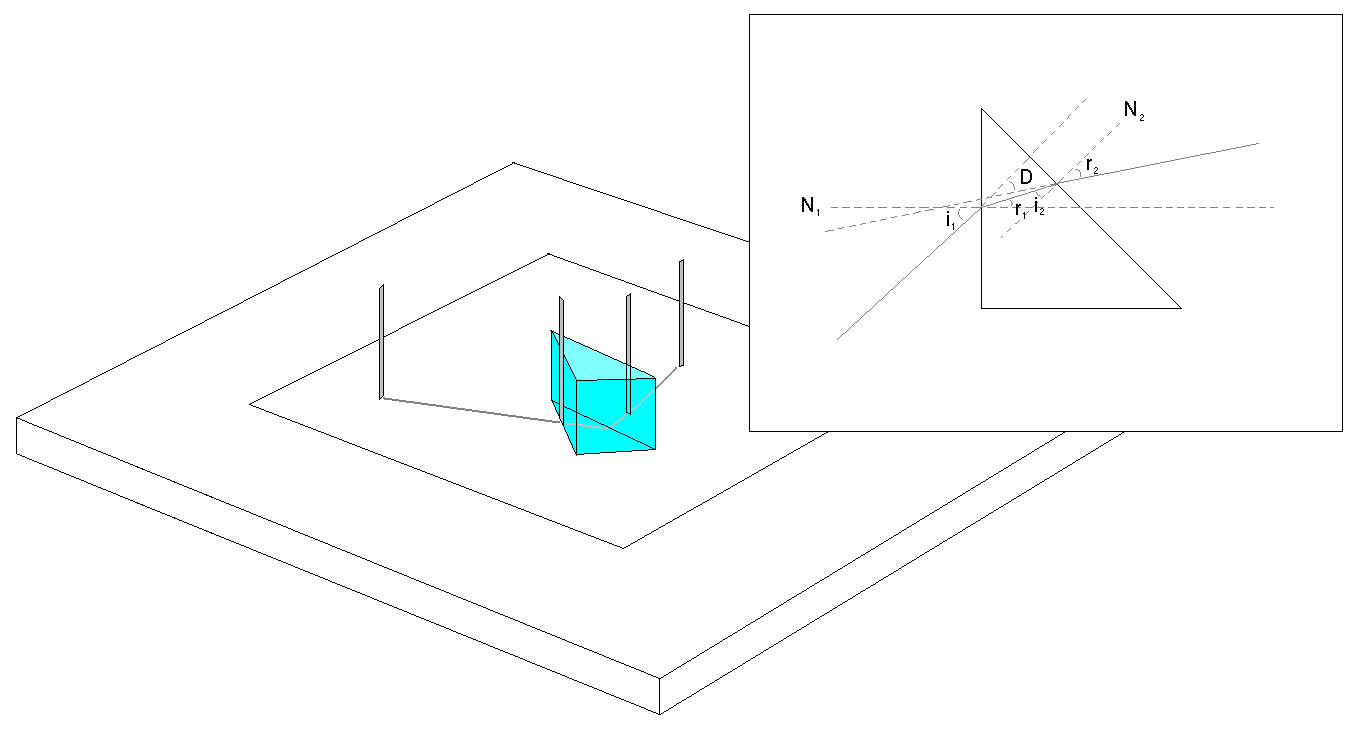